# Agnès Soubiran
Agnès Soubiran est une journaliste française née le 14 août 1969 à Toulouse. Elle travaille pour la radio généraliste France Inter.

## Carrière

### Etudes
Durant ses études au Centre universitaire d'enseignement du journalisme de Strasbourg, Agnès Soubiran découvre la radio.

### Débuts
Durant les années 90, elle travaille à Radio France Toulouse pendant quatre ans jusqu'à la fermeture de la station en 1997 puis à RMC pendant un an.

### France Info (1999-2016) et France Inter (depuis 2016)
Elle rejoint ensuite France Info où elle évolue à différents postes : présentatrice des journaux ou encore fil rouge du 10 h-12 h (2012-14).
Son arrivée au 10 h-12 h de France Info marque un tournant pour la tranche horaire de la chaine qui s'axe désormais sur les thèmes du quotidien grâce à des chroniques comme C'est mon boulot sans pour autant oublier l'actualité avec le zoom du matin.
Elle rejoint en novembre 2016 l'équipe de présentation à France Inter. 
De 2017 à 2021, elle fait partie de l'équipe de la matinale le 7/9 portée par Nicolas Demorand et de Léa Salamé sur France Inter; elle y présente les éditions de 7 h et de 9 h.
A la rentrée 2021, elle rejoint l'équipe de la rédaction Economie de France Inter.